# Maurica occidentalis
Maurica occidentalis är en fjärilsart som beskrevs av Rothschild 1910. Maurica occidentalis ingår i släktet Maurica och familjen björnspinnare. Inga underarter finns listade i Catalogue of Life.